# 조너선 놀런
조너선 놀런(Jonathan Nolan, 1976년 6월 6일 ~ )은 영국, 미국의 영화 감독, 영화 프로듀서, 영화 각본가이다. 영화 감독 크리스토퍼 놀란의 동생이다.
조너선 놀란은 형 크리스토퍼 놀란 감독과 여러 작품을 함께 만들었다. 크리스토퍼는 조너선의 단편 소설 《메멘토 모리》를 각색하여 네오-누아르 스릴러 영화 《메멘토》(2000)를 감독했다. 2006년, 미스테리 스릴러 《프레스티지》를 공동 집필했으며, 《다크나이트》(2008), 《다크나이트 라이즈》(2012), 《인터스텔라》(2014)를 공동 작업했다.
CBS SF 시리즈 《퍼슨 오브 인터레스트》(2011–2016)를 집필했으며, HBO SF 시리즈 《웨스트월드》(2016–2022)의 공동 창작자이다.
《메멘토》로 아카데미 최우수 각본상 후보에 올랐다. 《웨스트월드》로 에미상 드라마 시리즈 최우수 작품상, 드라마 시리즈 최우수 감독상 후보에 올랐다.

## 작업 작품
- 레미니센스 (2021)
- 웨스트월드 (2016)
- 인터스텔라 (2014)
- 다크 나이트 라이즈 (2012)
- 퍼슨 오브 인터레스트 (2011~2016)
- 다크 나이트 (2008)
- 프레스티지 (2006)
- 메멘토 (2000)